# Gais 1952/1953
Fotbollsklubben Gais spelade säsongen 1952/1953 i allsvenskan, där man slutade sexa. Karl-Alfred Jacobsson blev med sina 24 mål på 22 matcher hela allsvenskans skyttekung, för andra året i rad.

## Allsvenskan

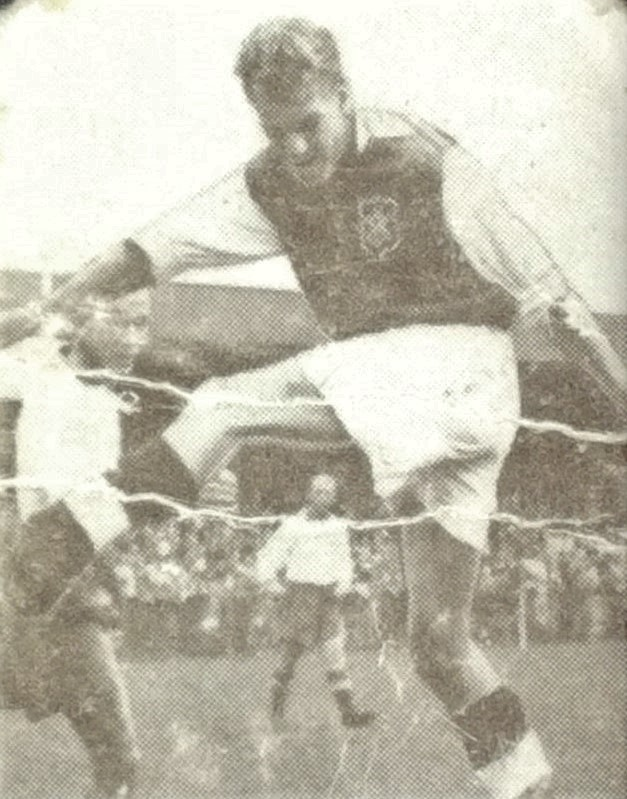
Karl-Alfred Jacobsson blev hela seriens skyttekung denna säsong med 24 fullträffar på 22 matcher.

Gais inledde starkt, och inte bara Sanny Jacobsson och Stig Andersson var nu aktuella för landslaget. Även Karl-Alfred Jacobsson ansågs hålla sådan klass, och under hösten fick Sanny och Karl-Alfred chansen i landslaget mot Spanien och Ungern. Under hösten gjorde även högeryttern och folkskolläraren Hasse Olsson samt Leif Forsberg debut för de grönvita. Efter en hygglig höst, där man blandat stormatcher med mindre bra spel, låg Gais sjua inför vinteruppehållet.
Under vintern åkte Gais återigen på utlandsturné, denna gång till Algeriet, där man bland annat slog österrikiska Grazer AK med 9–2, och Spanien, där man mötte Real Madrid och förlorade med 1–5.
Under våren fortsatte Gais att varva fina insatser med bottennapp, och slutade till sist på en sjätteplats, åtta poäng från segrande Malmö FF, men bara en poäng ifrån Hälsingborgs IF, som med sin fjärdeplats tog bronset. Gais hade en kuriös målskillnad på 50–50 – man hade därmed gjort näst flest mål i serien efter Malmö, men också släppt in näst flest mål, efter IFK Göteborg. Det tidigare så ramstarka Gaisförsvaret hade inte räckt till.

### Tabell
| Nr | Lag                 | S  | V  | O | F  | GM | IM | MS  | P  |
| -- | ------------------- | -- | -- | - | -- | -- | -- | --- | -- |
| 1  | Malmö FF            | 22 | 14 | 3 | 5  | 60 | 32 | +28 | 31 |
| 2  | IFK Norrköping (RM) | 22 | 12 | 3 | 7  | 49 | 32 | +17 | 27 |
| 3  | Djurgårdens IF      | 22 | 11 | 4 | 7  | 41 | 34 | +7  | 26 |
| 4  | Hälsingborgs IF     | 22 | 8  | 8 | 6  | 33 | 23 | +10 | 24 |
| 5  | AIK (U)             | 22 | 10 | 4 | 8  | 36 | 36 | 0   | 24 |
| 6  | Gais                | 22 | 11 | 1 | 10 | 50 | 50 | 0   | 23 |
| 7  | Jönköpings Södra    | 22 | 7  | 7 | 8  | 40 | 43 | −3  | 21 |
| 8  | Degerfors IF        | 22 | 8  | 4 | 10 | 41 | 36 | +5  | 20 |
| 9  | IFK Göteborg        | 22 | 9  | 2 | 11 | 32 | 54 | −22 | 20 |
| 10 | IF Elfsborg         | 22 | 7  | 4 | 11 | 28 | 36 | −8  | 18 |
| 11 | Örebro SK           | 22 | 6  | 4 | 12 | 23 | 40 | −17 | 16 |
| 12 | IFK Malmö (U)       | 22 | 5  | 4 | 13 | 29 | 46 | −17 | 14 |

### Seriematcher
| Motståndare         | Hemmamatch | Bortamatch |
| ------------------- | ---------- | ---------- |
| Malmö FF            | 2–1        | 2–6        |
| IFK Norrköping      | 1–3        | 0–5        |
| Djurgårdens IF      | 3–2        | 5–1        |
| Hälsingborgs IF     | 2–0        | 0–2        |
| AIK                 | 1–2        | 3–2        |
| Jönköpings Södra IF | 4–2        | 3–4        |
| Degerfors IF        | 3–1        | 0–5        |
| IFK Göteborg        | 2–4        | 1–2        |
| IF Elfsborg         | 1–1        | 6–1        |
| Örebro SK           | 3–1        | 3–1        |
| IFK Malmö           | 4–0        | 1–4        |

## Spelarstatistik

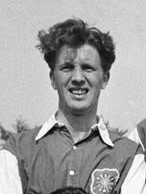
Hasse Olsson debuterade för Gais under säsongen.

| Spelare                | Matcher | Mål |
| ---------------------- | ------- | --- |
| Karl-Alfred Jacobsson  | 22      | 24  |
| Sanny Jacobsson        | 22      | 2   |
| Rune Jingård           | 22      |     |
| Bertil Sernros         | 22      |     |
| Curt Thorstensson (mv) | 22      |     |
| Bertil Andersson       | 21      | 10  |
| Ingemar Eriksson       | 21      |     |
| Stig Andersson         | 20      | 1   |
| Hasse Olsson           | 16      | 4   |
| Arne Lund              | 16      | 3   |
| Stig Björkman          | 9       |     |
| Knut Almqvist          | 8       | 4   |
| Hegardt Andersson      | 8       |     |
| Leif Forsberg          | 4       | 2   |
| Göte Karlsson          | 4       |     |
| Egon Nyman             | 3       |     |
| Gunnar Carlstrand      | 1       |     |
| Nils Wester            | 1       |     |